# Posidonio
Posidonio (en griego, Ποσειδώνιος / Poseidonios) (c. 135 a. C. - 51 a. C.) fue un político, astrónomo, geógrafo, historiador y filósofo estoico griego, nativo de Apamea, Siria. Fue aclamado como el mayor polímata de su tiempo, aunque ninguna de sus numerosas obras puede leerse hoy en día, puesto que solo han sobrevivido fragmentos.

## Biografía
Posidonio, que recibió el sobrenombre de "el Atleta", nació en el seno de una familia griega de Apamea, una ciudad helenística sobre el río Orontes, en el norte de Siria. Probablemente murió en Roma o en Rodas. Estudió en Atenas, en donde fue alumno de Panecio de Rodas, cabeza, por entonces, de la escuela estoica. Se asentó alrededor del año 95 a. C. en Rodas, un Estado marítimo que en aquel momento gozaba de una gran reputación en cuanto al estudio científico.

### Cargos políticos
Posidonio se convirtió en ciudadano de Rodas, en donde tomó parte activa en la vida política. Su estatus social, a la vista de los cargos que ocupó, fue muy alto, llegando a ocupar el cargo de pritano de Rodas. También sirvió como embajador en Roma entre los años 87 y 86 a. C., en la época de Mario y Sila.
Al igual que otros intelectuales griegos de la época, Posidonio apoyaba a Roma como poder estabilizador de un mundo turbulento. Sus conexiones con la clase gobernante romana fueron para él importantes no solo políticamente, sino también para sus estudios científicos. Su entrada en los círculos más altos de gobierno le permitió llevar a cabo sus viajes hacia el oeste, más allá de las fronteras romanas, algo que habría sido imposible para un viajero griego que no contase con el apoyo romano.

### Viajes
Posidonio hizo después largos viajes por todo el mundo romano e incluso más allá de sus fronteras con fines de investigación científica. Viajó por Grecia, Hispania, la península itálica, Sicilia, Dalmacia, la Galia, Liguria, el norte de África (incluyendo Egipto), y hasta las costas orientales del Adriático. Visitó y describió el mundo bárbaro, en especial a los celtas.
En Hispania, en la costa atlántica de Gades (actual, Cádiz), Posidonio estudió las mareas. Observó que las mareas diarias estaban conectadas con la órbita y que las mareas mensuales estaban conectadas con los ciclos lunares, realizando hipótesis sobre conexiones entre los ciclos anuales con los equinoccios y los solsticios.
En la Galia estudió a los celtas. Dejó vívidas descripciones de las cosas que vio con sus propios ojos mientras estuvo entre ellos: hombres que cobraban por permitir que rajaran sus gargantas para diversión del público o la costumbre de clavar calaveras en las puertas de los domicilios como trofeos. Por otro lado, describió también cómo los celtas honoraban a los druidas, a los que Posidonio veía como filósofos, y concluía que incluso entre la pasión y el orgullo de los bárbaros había un lugar para la sabiduría. Posidonio escribió un tratado geográfico sobre las tierras de los celtas que se ha perdido, pero que se asume que fue una de las fuentes utilizadas por Tácito en su obra Germania.

### Escuela
La gran cantidad de escritos y publicaciones de Posidonio, así como su gran instrucción, le aportaron una gran autoridad y fama en el mundo grecorromano, y una escuela surgió en Rodas a partir de su figura. Allá fue a oírle Cicerón en 78 a. C., y Pompeyo le visitó dos veces. 
Su nieto, Jasón de Nisa, hijo del matrimonio entre la hija de Posidonio y Menécrates de Nisa, siguió la tradición iniciada por su abuelo y continuó con la escuela de Rodas. Aunque se conocen pocos datos de la organización de la escuela, es claro que Posidonio contaba con un flujo estable de estudiantes procedentes de Grecia y Roma.

### Obras
Posidonio fue aclamado en el mundo grecorromano como el mayor polímata de su tiempo, llegando a dominar el todas las áreas del conocimiento, en un caso similar al de Aristóteles o Eratóstenes. Intentó crear un sistema unificado de comprensión del universo a través del intelecto humano.
Escribió sobre física (incluyendo meteorología y geografía física), astronomía, astrología y videncia, sismología, geología y mineralogía, hidrología, botánica, ética, lógica, matemáticas, historia, historia natural, antropología y táctica. Sus estudios supusieron importantes investigaciones en esos temas, si bien no estuvieron exentos de errores.
Sus obras se han perdido, y solo muy recientemente, mediante el análisis crítico de la literatura que se produjo bajo su influencia, se ha logrado tener alguna idea —aunque no del todo clara— de la grandeza de Posidonio. Solo han sobrevivido algunos fragmentos de sus obras, aunque sí se conocen los títulos y temas de muchos de sus libros.
Historiador y geógrafo, racionalista y místico, reunió diversas corrientes filosóficas dentro de la estructura de un monismo estoico, y trató de apoyar sus teorías con su gran saber empírico, infundiendo a la vez una inspiración religiosa en las mismas. De ahí que Eduard Zeller no dudara en llamarle «el espíritu más universal que hubo en Grecia desde la época de Aristóteles».

#### Filosofía
Para Posidonio la Filosofía era la materia dominante sobre todas las demás, pues era la única capaz de explicar el cosmos. Todas sus obras, desde las científicas hasta las históricas, eran a su vez filosóficas.
Aceptó la categorización estoica de la filosofía en física (física natural, incluyendo metafísica y teología), lógica (incluyendo la dialéctica) y ética. Estas tres categorías eran para él, conforme a la doctrina estoica, partes inseparables e interdependientes de un todo. Las comparaba con un ser vivo en el que la física representaba la carne y la sangre, la lógica eran los huesos y tendones que mantenían al organismo cohesionado y, la ética, el alma. Es el creador del estoicismo o estoa media, del que fue su mayor exponente.
Aunque siempre fue un estoico, Posidonio era ecléctico (al igual que Panecio y otros estoicos del periodo medio). Era seguidor, no solo de estoicos anteriores, sino también del pensamiento de Platón y de Aristóteles. Aunque no se sabe con certeza, se cree que Posidonio pudo haber escrito un comentario sobre el diálogo Timeo de Platón.
Fue el primer estoico en separarse de la doctrina ortodoxa, según la cual las pasiones eran juicios erróneos, y en afirmar que la visión platónica sobre el alma era correcta, entendiendo que las pasiones eran algo inherente a la naturaleza humana. Adicionalmente a las facultades racionales, Posidonio enseñaba que el alma humana tenía facultades espirituales como la rabia, el deseo de poder, de tener posesiones, etc. La ética representaba precisamente la forma de resolver el problema de cómo afrontar estas pasiones para restaurar a la razón como facultad dominante.
Por otro lado, Posidonio mantuvo la doctrina estoica del Logos, que terminaría finalmente calando en las creencias judeocristianas. También afirmó la doctrina estoica sobre la conflagración futura.

#### Física
En el campo de la física, Posidonio defendía la teoría de la existencia de una "simpatía" (συμπάθεια) cósmica, que sería la interrelación orgánica de todos los componentes del mundo, desde el cielo a la tierra, como parte de un diseño racional unificador de la humanidad y de todas las cosas del universo, incluso aquellas separadas temporal y espacialmente. Al contrario que su maestro Panecio, Posidonio sí creía en la adivinación, la cual se sustentaba precisamente en la teoría de la simpatía cósmica que permitía hacer predicciones de carácter científico de eventos futuros a través de hechos presentes y pasados.

#### Astronomía
Han sobrevivido algunos fragmentos de sus trabajos sobre astronomía a través de un tratado del astrónomo griego Cleomedes sobre los movimientos circulares de los cuerpos celestiales. En este tratado, parece que el primer capítulo del segundo libro pudo haber sido copiado en su mayor parte de la obra de Posidonio.
Posidonio fue el primero en adelantar la teoría según la cual del sol emanaba una fuerza vital que permeaba el mundo. Intentó medir la distancia del Sol con respecto a la Tierra y también su tamaño. Alrededor del 90 a. C. Posidonio estimó la unidad astronómica en a0/rE = 9893, lo que se quedó corto en aproximadamente la mitad de la distancia real. Sin embargo, en la medición del tamaño del sol consiguió una cifra más grande y más ajustada al valor real que la que habían propuesto otros astrónomos griegos o incluso el propio Aristarco de Samos. También calculó el tamaño y la distancia a la que se encontraba la luna.
Posidonio construyó asimismo una representación planetaria, posiblemente similar al mecanismo de Anticitera. Según Cicerón, su creación era capaz de mostrar los movimientos diurnos del sol, la luna y los cinco planetas conocidos por entonces.

#### Geografía, etnología y geología
La fama de Posidonio más allá de los círculos filosóficos especializados comenzó a extenderse, como muy tarde, en la década de los 80 a. C., cuando publicó una obra sobre el océano y las áreas adyacentes. Esta obra no solo era una representación global de cuestiones geográficas conforme al conocimiento científico del momento, sino que sirvió para popularizar teorías sobre las conexiones internas del mundo, mostrando que todas las fuerzas tenían un efecto con el resto y cómo esas interconexiones se aplicaban también a la vida humana, tanto en la esfera política como en la personal. En esta obra, Posidonio detalló su teoría sobre el efecto que tenía el clima sobre el carácter de las personas, incluyendo su representación de la "geografía de las razas". Esta teoría no solo era de carácter científico, sino que tuvo implicaciones políticas: sus lectores romanos fueron informados de que la posición climática central de Italia era una condición esencial del destino de Roma de dominar el mundo. Posidonio, como estoico que era, no llegó, sin embargo, a realizar ninguna distinción o comparativa entre el mundo grecorromano y los pueblos bárbaros.
Al igual que Piteas, Posidonio creía que las mareas estaban causadas por la luna, si bien la explicación que daba para ese fenómeno era incorrecto. Posidonio creía que la luna estaba compuesta por una mezcla de aire y fuego, atribuyendo las mareas altas al calor que emanaba la luna, suficiente como para expandir y hacer subir el agua, pero no como para llegar a evaporarla.
También registró observaciones de terremotos y volcanes, incluyendo relatos sobre erupciones volcánicas en las islas Eolias, al norte de Sicilia.

#### Medición de la circunferencia de la Tierra

Método de Posidonio para calcular la circunferencia de la Tierra, se basó en la altitud de la estrella Canopus.

Cerca del año 100 a. C., Posidonio realizó un cálculo para obtener la longitud de la circunferencia de la Tierra, siguiendo un método similar al utilizado por Eratóstenes (276 - 194 a. C.). Así como éste se había valido de las distintas posiciones aparentes del Sol en Alejandría y Siena (hoy Asuán), Posidonio lo hizo con la estrella Canopus, la segunda más brillante del cielo nocturno, vista desde Rodas y, más al sur, Alejandría. Según explica Cleomedes, Posidonio observó que Canopus apenas se divisaba sobre el horizonte cuando se encontraba en Rodas. Sin embargo, estando en Alejandría la vio ascender hasta una altura de 7° 30'. Esta diferencia en la elevación de la estrella indicaba que la longitud de arco entre las dos ciudades era de 1/48 de la totalidad de la circunferencia. (7° 30'/360° = 1/48). Estimó la distancia entre ambas ciudades en 5000 estadios, que era la unidad para medir distancias grandes de la época. Multiplicando 48 por los 5000 estadios obtuvo que la medida de la circunferencia terrestre sería de 240 000 estadios, resultado ligeramente menor a los 250 000 estadios que había obtenido Eratóstenes. Posteriormente, realiza una corrección del cálculo sobre la base de que la distancia entre las ciudades es de 3750 estadios. Así llega a un nuevo valor de la circunferencia terrestre de 180 000 estadios, mucho menor que el anterior, que el de Eratóstenes y de la medición actual.
Este último valor fue recogido en el siglo I por Estrabón  en su obra Geografía. Algunas fuentes indican que fue el propio Estrabón el autor del segundo cálculo que da una circunferencia de 180 000 estadios. En todo caso, Caludio Ptolomeo consideró esta cifra revisada como más exacta que la de Eratóstenes en su obra Geographia, y durante la Edad Media los estudiosos se dividieron en dos posiciones en lo que respecta a la circunferencia de la Tierra, en función de si adoptaban la medida de Eratóstenes o la de Posidonio (cabe notar aquí que Colón se valió del resultado de éste al proyectar su viaje a Cipango) . 
La traducción de los estadios a unidades modernas es dudosa, puesto que un estadio de la antigüedad tenía distintos valores dependiendo de la época y en lugar.  Usando los estadios egipcios de 157,5 m, su segunda medición, la que trascendió, equivale unos 28 350 km Tiene un error de casi 30% comparándola con el valor moderno de 40 075 km.

#### Meteorología
En sus escritos sobre meteorología, Posidonio demostró ser un seguidor de Aristóteles. Teorizó acerca de la causa de las nubes, la niebla, el viento y la lluvia, así como del frío, el granizo, los rayos y la aparición de los arcoíris.

#### Matemáticas
Además de sus escritos sobre geometría, se le atribuye a Posidonio la creación de algunas definiciones matemáticas, o por articular diversos puntos de vista sobre términos técnicos como «teorema» o «problema».

#### Historia y tácticas
En su obra Historias, Posidonio continuó con la Historia Mundial de Polibio. Su historia del periodo comprendido entre 146 y 88 a. C. se dice que llegó a ocupar 52 volúmenes. Su obra prosigue el relato de la ascensión y expansión del dominio de Roma, del que parece que era partidario. Posidonio no continuó con el mismo estilo fáctico e imparcial de Polibio, puesto que Posidonio veía a los acontecimientos como la causa de la psicología humana. Si bien entendía las pasiones y locuras humanas, no las perdonaba o excusaba en sus escritos históricos, y usaba su capacidad narrativa para dirigir la aprobación o condena del lector.
Dado que la historia desde el punto de vista de Posidonio no se detenía en la Tierra, sino que se expandía al cielo, la humanidad no se encontraba aislada en su propia historia política, sino que era parte del cosmos. Consecuentemente, su obra no abarcaba tan solo la historia política aislada de las sociedades y de los individuos, sino que en ella aparecían discusiones acerca de todo tipo de fuerzas y factores (factores geográficos, recursos minerales, clima o nutrición) que explicaban los actos de los humanos como parte de su medio ambiente. Por ejemplo, Posidonio consideró que el clima de Arabia y la fuerza que emanaba del sol, las mareas y su teoría climática como causas que explicaban las características étnicas o nacionales de sus habitantes.
El historiador griego Flavio Arriano se quejó de que su obra sobre tácticas, El Arte de la Guerra, estaba escrita «para expertos», lo cual sugiere que Posidonio habría podido tener experiencia de primera mano en liderazgo militar o que, quizás, hubiese utilizado los conocimientos adquiridos de su relación con Cneo Pompeyo Magno.

## Reputación e influencia

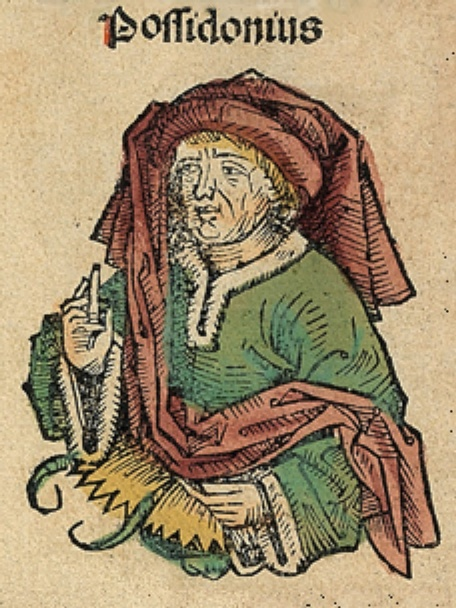
Posidonio, representado como un erudito medieval en Las Crónicas de Nuremberg.

Durante su propia era, sus escritos sobre la mayoría de las divisiones filosóficas hicieron de Posidonio una figura de gran renombre internacional en el mundo grecorromano, siendo citado por escritores de su era, incluyendo a Cicerón, Tito Livio, Plutarco, Estrabón (que dijo de Posidonio que era «el más sabio de todos los filósofos de mi tiempo»), Cleomedes, Séneca, Diodoro Sículo (que utilizó a Posidonio como fuente de su Biblioteca Histórica), y otros. Aunque su estilo literario y retórico pasó de moda poco después de su muerte, Posidonio también fue aclamado durante su vida por su capacidad y estilo literario.
Posidonio fue la principal fuente en lo relativo a los celtas de la Galia y fue citado de forma profusa por Timágenes, Julio César, Diodoro Sículo y Estrabón.
Posidonio parece que se movió con facilidad entre las clases altas de la sociedad romana en su calidad de embajador de Rodas. Se asoció con algunas de las principales figuras de la época final de la República romana, incluyendo a Cicerón y Pompeyo, los cuales le visitaron en Roma. Otros romanos que visitaron a Posidonio en Rodas fueron Veleyo, Cota y Lucilio. Cicerón, cuando se encontraba en la veintena, atendió a sus lecturas (77 a. C. y continuaron manteniendo contacto por correspondencia. En su obra De Finibus, Cicerón sigue de cerca la posición de Posidonio sobre las enseñanzas éticas de Panecio. Pompeyo, por su parte, tuvo contacto con Posidonio en Roma, cuando este era embajador, y acudió a Rodas a visitarle en dos ocasiones, en 66 a. C. y en 62 a. C., durante sus campañas contra los piratas y en el este, respectivamente. En esas visitas, Pompeyo pidió a Posidonio que escribiese su biografía. Además, y como gesto de respeto y gran honor para Posidonio, Pompeyo hizo que se depusiesen sus fasces a la puerta de Posidonio.
Claudio Ptolomeo quedó impresionado por la sofisticación de los métodos utilizados por Posidonio, que llegaba incluso a corregir la refracción de la luz que atravesaba el aire cerca del horizonte. Su apoyo al resultado final obtenido por Posidonio sobre la medición de la circunferencia de la Tierra, en lugar de a la cifra obtenida por Eratóstenes, hizo que se convirtiese en el valor científicamente más aceptado durante los siguientes 1.500 años.
Posidonio fortificó el estoicismo en el periodo medio a través de los conocimientos contemporáneos. Cercano a su maestro Panecio, hizo todo lo posible por extender el estoicismo a través del mundo romano. Un siglo más tarde, Séneca haría referencia a Posidonio como uno de los principales filósofos de la historia. Su influencia en el pensamiento filosófico perduró hasta la Edad Media, tal y como muestra la cita en la Suda, la gran enciclopedia bizantina.
En un primer momento, los estudiosos percibieron la influencia de Posidonio en casi todos los escritores posteriores. Hoy en día Posidonio recibe el reconocimiento de haber tenido una mente inquieta y una gran amplitud de miras que, si bien no era enteramente original, añadió su visión estoica que conectaba todas las cosas y causas en una visión unificada del mundo.
El cráter lunar Posidonio recibió ese nombre en su honor.

## Recuento de sus obras
Se le atribuyen más de doscientas obras que se han perdido en su totalidad, salvo por los fragmentos que se han salvado en citas de otros autores. Esos fragmentos han sido recogidos en:
- G. Edelstein e I. G. Kidd (eds.), Posidonius I. The Fragments, Cambridge, 1972; Posidonius II. The Commentary, Cambridge, 1989; I. G. Kidd, Posidonius, III. The Translation of the Fragments, Cambridge, 1999. Entre sus obras destacan:
- Astrología universal
- Colección histórica (49 libros)
- Comentario al Parménides de Platón
- Comentario al Timeo de Platón
- Discursos exhortatorios
- El Océano
- Física (6 libros)
- Geografía
- Geometría
- Historias (52 libros: 146-85 a. C.)
- Las cosas celestes
- Las cosas terrestres
- Meteorología
- Retórica
- Sobre el Criterio
- Sobre el Deber
- Sobre el Destino
- Sobre el Océano
- Sobre el Universo
- Sobre la Adivinación
- Sobre las emociones
- Sobre las virtudes
- Sobre los dioses (13 libros)
- Sobre los héroes y los demonios
- Sobre los meteoros o cuerpos celestes (7 libros)
- Táctica.